# Sebastes capensis
Sebastes capensis, conocido como gallineta nórdica del cabo, falso jacopever, cabrilla española, y, en los canales de la Patagonia, chancharro; es una especie de pez con aletas radiadas perteneciente a la subfamilia Sebastinae, los róbalos, parte de la familia Scorpaenidae. Habita en el Océano Atlántico sur y también puede aparecer en costas del Pacífico suroriental en Sudamérica.

## Taxonomía y etimología
Sebastes capensis fue descrito originalmente por el naturalista alemán Johann Friedrich Gmelin en 1789 como Scorpaena capensis con la localidad tipo dada como el Cabo de Buena Esperanza. Algunas autoridades colocan esta especie en el subgénero Sebastomus. Recientemente se ha demostrado que los especímenes de Perú y Chile en realidad son atribuibles al estrechamente relacionado S. oculatus, y estas dos especies similares son simpátricas en el Atlántico sudoccidental frente a Argentina. El nombre específico capensis hace referencia a la localidad tipo, el Cabo de Buena Esperanza. El nombre común en inglés falso jacopever deriva de un nombre dado a algunos meros, originalmente en las Indias Orientales Holandesas y luego en el Caribe. Es una corrupción del nombre de Jacob Evertsz, un marinero holandés del que se decía que era un hombre pequeño de piel amarillenta, cara picada de viruela y ojos saltones.

## Descripción
Sebastes capensis es un pez demersal que crece hasta una longitud máxima de unos 37 cm (15 plg) aunque un tamaño más normal es de unos 30 cm (12 plg) . La aleta dorsal tiene alrededor de trece espinas y trece radios suaves y la aleta anal tiene tres espinas y seis radios suaves. El color general de este pez es rojizo o marrón, y tiene cinco o seis manchas pálidas en la espalda.

## Distribución y hábitat
La especie se encuentra en aguas subtropicales en el sureste del Océano Atlántico en las costas de Sudáfrica, Tristán de Acuña y la isla Gough. Otra población puede estar presente en el Océano Pacífico suroriental frente a las costas de Chile. El rango de profundidad para esta especie es 20 a 275 m (22 a 301 yd).

## Biología
Sebastes capensis se alimenta de pequeños invertebrados bentónicos. Es una especie vivípara, reteniendo los huevos internamente hasta que eclosionan. En los fiordos del sur de Chile, las larvas jóvenes ocupan los canales donde abundan los huevos de copépodos, mientras que las larvas más grandes se trasladan a las plataformas donde la salinidad es más alta y las presas de copépodos más grandes son más abundantes. Se alimenta principalmente de misidáceos.

## Pesca y significado cultural
Sebastes capensis es una especie económicamente importante para los pescadores artesanales, además de ser parte de la captura incidental en las trampas de langosta en Tristán de Acuña y en bancos de pesca frente a Sudáfrica.
Según una leyenda del pueblo kawéskar, antiguos canoeros nómades de la Patagonia Occidental, este pez, conocido como K'ejek'éwos en la lengua de la etnia y chancharro en el español chilote, está asociado a un tabú. En esta literatura oral, arrojar al sebastes capiensis al agua significa una ruptura de esta prohibición, lo que desata un desapaciguamiento de los vientos, el oleaje y la marea que termina una inundación o diluvio general que cubre todas las tierras. Aunque este rol simbólico es también cumplido en otras narraciones de este pueblo por rompimiento del tabu de la caza de la nutria marina, Lontra felina, conocida en Chile como chungungo.